# گارا، نیو ساوت ولز
گارا (به انگلیسی: Garah) یک شهرک در استرالیا است که در نیو ساوت ولز واقع شده‌است.